# Гривяк
Гривяк (болг. Гривяк) — село в Болгарии. Находится в Кырджалийской области, входит в общину Кирково. Население составляет 145 человек.

## Политическая ситуация
В местном кметстве Гривяк, в состав которого входит Гривяк, должность кмета (старосты) исполняет Джелал Алиосман Бекир (Движение за права и свободы (ДПС)) по результатам выборов.
Кмет (мэр) общины Кирково —  Шукран Кязим Идриз (Движение за права и свободы (ДПС)) по результатам выборов.